# أسامه العون
أسامه موسى العون (مواليد 8 ديسمبر 1986) هو لاعب كرة قدم قطري.
لعب سابقاً في أندية الجيش و الخريطيات و مسيمير و معيذر و الخور و الشمال و المرخية و البدع.